# Бугорков Сергій Степанович
Сергій Степанович Бугорко́в (нар. 10 березня 1946, Луганськ) — український живописець; член Спілки художників України з 1994 року. Син письменника Степана Бугоркова.

## Біографія
Народився 10 березня 1946 року в місті Луганську (нині Україна). 1967 року закінчив Луганське художнє училище; 1972 року — Харківський художньо-промисловий інститут, де його викладачами були зокрема Борис Косарєв, Олександр Хмельницький.
З 1981 року працював викладачем малюнка, живопису та композиції у Луганській художній школі естетичного виховання. Живе у Луганську, в будинку на вулиці Радянській, № 66, квартира № 42.

## Творчість
Працює в галузі станкового живопису, створює жанрові картини, портрети, пейзажі, натюрморти. Серед робіт:
- «Моє місто» (1980);
- «Донецький степ» (1991);
- «Ніч перед Різдвом» (1992);
- «Страйк шахтарів» (1993);
- «Портрет батька» (1994).

Бере участь у виставках з 1976 року. Персональні виставки відбулися у Луганську у 1996 році (до 50-річчя художника), Донецьку у 2000 році.